# 脱脱不花
脱脱不花（1416年—1452年1月19日），尊号岱总汗（羅馬化：Taiyisun qaγan），鞑靼君主，第27代蒙古大汗，祖父为哈爾古楚克（元昭宗愛猷識理達臘的孙子），阿寨的长子。

## 生平

### 早年經歷
他和祖母、父亲从瓦剌逃到东蒙古阿鲁台处。后来和瓦剌首领脱懽合作，一起对抗阿鲁台和阿台。一说其早年和弟弟阿噶巴爾濟、滿都魯流落中原，在甘肃放牧。

### 權臣擁立
1433年，被脱懽迎立为蒙古大汗，号岱总汗（太松汗，即太宗汗）。1434年，脱懽攻杀东蒙古的阿鲁台，迫使阿台西逃至甘肃边外亦集乃，最终阿台于1438年被脱懽俘杀，蒙古汗国重新统一于瓦剌人手中。他领有阿鲁台的部众，驻牧东蒙古，势力抵达兀良哈三卫，曾经攻打辽东乃至女真诸部。

### 兵敗被殺
1439年，脱懽死后，脫脫不花又成为脱懽儿子也先的傀儡，也先获封太师淮王。脱脱不花娶也先妹以加强关系。后来他和也先失和，拒绝以也先妹妹的儿子作为太子，单独和明朝进行互市，不同意也先南下攻打明朝。土木之变后，也先怀疑脱脱不花与明朝勾结，双方关系更加恶化。1451年，脱脱不花和掌权的太师也先决裂，在喀喇沁的支持下，一度击败也先。但是，脱脱不花遭到其弟阿噶巴爾濟背叛。在阿噶巴爾濟和也先的勾结下，脱脱不花敗走，逃往漠北兀良哈一帶郭爾羅斯部領主沙不丹所處。沙不丹是脫脫不花前妻阿勒塔噶勒的父親，明景泰二年十二月二十八日（1452年1月19日），被沙不丹殺害。

## 家族成員

### 后妃
- 阿勒塔噶勒，因与部下私通而离异
- 名不详，也先之妹
- 撒木儿，又译萨穆尔太后

### 兒子
- 脱谷思蒙克
- 也先蒙克，或为之前被立为太子的蒙郭赉台吉，《黄金史纲》记载其自尽
- 马儿古儿吉思

### 引用
1. ↑  趙雲田. . 中華人民共和國: 中州古籍出版社. : 第387頁. ISBN 9787534818929. （原始内容存档于2021-12-14） （中文）. 最高君主為可汗，當時脫歡、也先立元裔脫脫不花為可汗，稱「岱總汗」（一說為太宗汗的音譯）。
2. ↑  传统蒙古文写作ᠳᠠᠢᠼᠦᠩ ᠬᠠᠭᠠᠨ（见《蒙古源流》）或ᠳᠠᠶᠢᠰᠤᠩ ᠬᠠᠭᠠᠨ（见《阿萨拉格齐史》）
3. ↑  岡田英弘. . 藤原書店. 2010年11月: 248.
4. ↑   陳文. . : 第4758頁 （中文）. 遼東軍人徐勝，自虜中脫回，言：「景泰二年十二月二十八日，虜酋也先弒其主脫脫不花王，執其妻子以其人馬，給賞諸部屬。」
5. ↑   陳文. . : 第5072頁 （中文）. 甲午，兵部奏來降韃子言，虜酋也先與其主脫脫卜花交戰，脫脫卜花為也先所敗，逃往其姻家兀良哈頭目沙不丹所處，遂為沙不丹所殺。
6. ↑  佚名. . : 第74頁. 岱总汗被也先打败，逃往克鲁伦河，去投靠其前妻之父郭尔罗斯人沙不丹，却被其杀害。